# میخایلوفکا (شهرستان آرخانگلسکی، باشقیرستان)
میخایلوفکا (به لاتین: Mikhaylovka) یک منطقهٔ مسکونی در روسیه است که در باشقیرستان واقع شده‌است.